# 日立チェーンストール
日立チェーンストール（ひたちチェーンストール、Hitachi Chain Store）は、日立製作所ほか日立グループ各社の電化製品を取次・販売する電器店の名称である（店舗によってはパナソニック・ソニー・シャープ・JVCケンウッド等の他社製品も併売）。

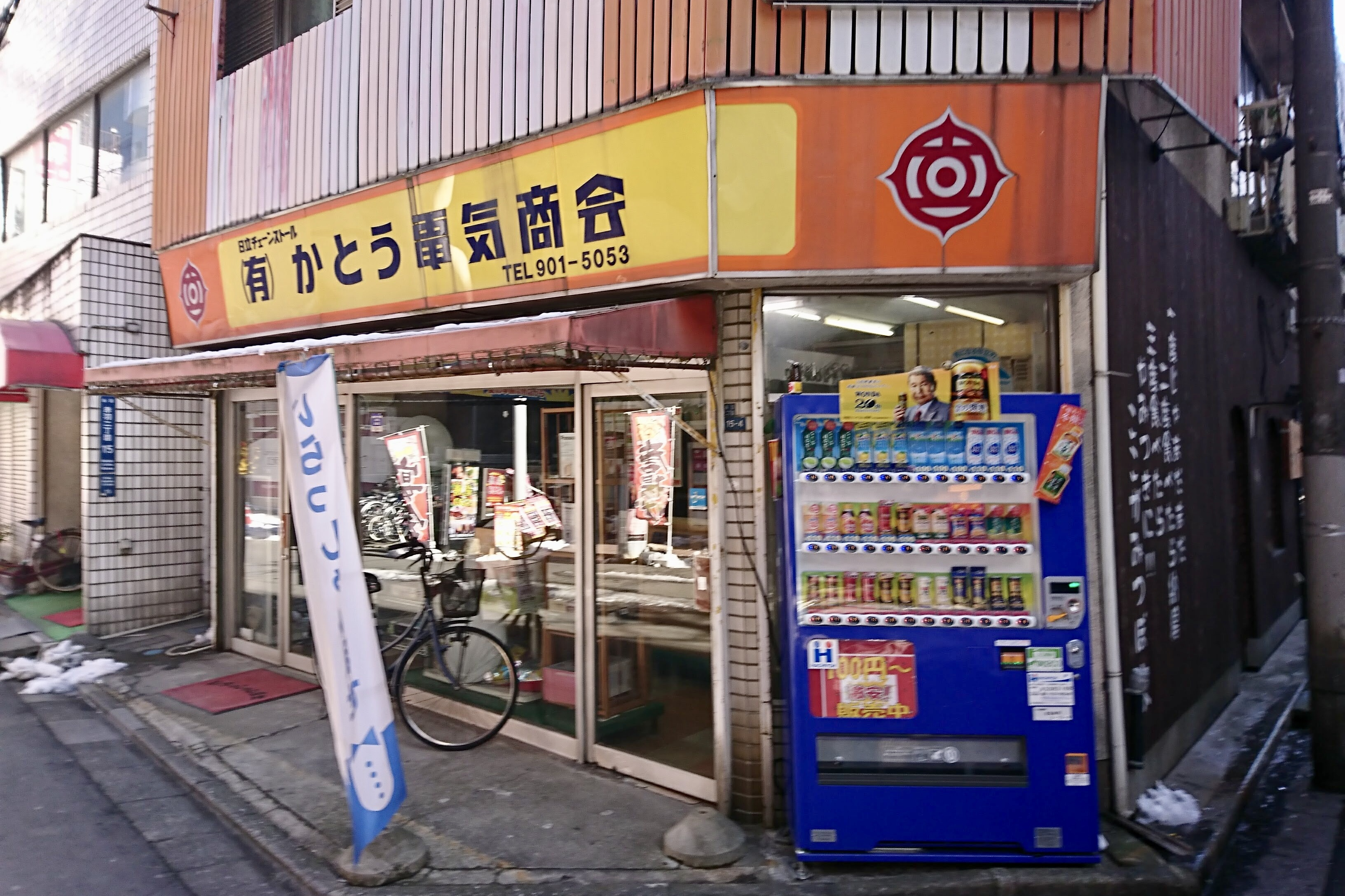
店舗の一例。看板に社章が残る。

## 概要
取次担当は、日立グローバルライフソリューションズ株式会社。
2015年12月現在は全国に約5,000店が存在するが、量販店の進出・電気工事業への専業化・後継者不足などから、その数は減少の一途を辿っている。
また本業の売り上げが落ち込んでいる店舗では、クリーニング店チェーンとフランチャイズ契約を結び、その取次店を兼務するケースもある。
多くの店舗はハウステック（旧・日立ハウステック）取次店となっており、新築・リフォームの相談にも気軽に応じている（一部地域ではハウステックではなくタカラスタンダードやTOTOを取り扱っている）。また日立家電サービス技術認定店には修理技術者がいるため、量販店よりも迅速かつ柔軟に対応してくれる場合が多い。ただし自店購入客へのアフターサービス強化の為、他店購入品及び他社製品の持ち込み修理を断っている店もある。
類似の日立グループの特約店チェーンに、日立ポンプストール・日立電動工具ストールなどがあり、かつて看板や社用車のペイントなどが統一デザインだった時期もあった。日立チェーンストールよりも販売量の少ない「日立ファミリー店」なる特約店も存在した。
日立リビングサプライ・日立コンシューマ・マーケティング両社の経営統合に伴い、「日立お店ナビ」は2014年10月1日にトップページがリニューアルされ、「お役立ちメニュー」各項目のより詳しい解説が新設された。

## 他社製品との兼ね合い
かつては日立製作所・日立グループの取り扱い製品が多くを占めており、日立チェーンストールの特約店規約として基本的に「日立」以外の競合他社の製品を店頭に置くことは出来なかった。そのため、グループ含めて自社開発していない製品については、日立が積極的にグループ外の競合他社からOEM供給を受けていた。しかし、1995年4月に旧日立家電と日立製作所が合併して以降、日立の家電事業縮小に伴い、日立グループ外の他社製品を他社ブランドのまま販売することを解禁。
現在では、日立グローバルライフソリューションズが扱う家電製品以外は基本的に他社製品を取り扱っている。
- 石油暖房機器:日立はじめ国内大手電機メーカーは全て自社生産より撤退。このため日立系列店で扱う石油暖房機器は主にトヨトミ製品へと変わっている。
- 延長コード（テーブルタップ）：かつては自社生産していたが撤退。現在は主にパナソニック・オーム電機・サンワサプライ・朝日電器（ELPAブランド）・ヤザワコーポレーション・エレコムなどの他社製品を販売。
- AVパーツ（ケーブル・ヘッドホン・イヤホンなど）：パナソニック・ソニー・JVCケンウッド・オーディオテクニカ・オーム電機・DENON製品を主に販売。
- 4Kテレビ：日立製作所時代にはプラズマ・液晶含めて4Kテレビを発売しておらず、旧日立リビングサプライ時代に、パナソニックの「VIERA」や三菱「REAL」をOEMで調達し「Wooo 4K」として販売[6]していたが、ソニーマーケティング株式会社との連携強化の一環として、2018年10月中旬よりソニー「BRAVIA」を販売[7]（日立の「Wooo」は終了）。
- BDレコーダー・デジタルカメラ・デジタルビデオカメラ・プリンター:DVDレコーダーは三菱電機・船井電機「楽レコ」のOEM品、BDレコーダーは日立コンシューマーマーケティングリビングサプライ社製「DVL-BRT20（パナソニックディーガ『DMR-BRW1020』のOEM品）」とパナソニック「DIGA」を、BDプレーヤーはパイオニア製品をそれぞれ販売[8]。BDレコーダーは2018年10月中旬より「BRAVIA」がチェーンストールで販売開始されると同時に「BDZ」も販売開始された。
- スカパーチューナー&アンテナセット：店頭にある専用申込書でスカパー加入申込は従来通り受け付けているが、チューナーはパナソニック製品、アンテナはマスプロ電工製品へと変わっている（いずれもスカパーより供給）[9]。
- ホームベーカリー：かつては自社生産していたが撤退し、現在はその機能を搭載したオーブンレンジ「ベーカリーレンジ ヘルシーシェフ」のみを生産。ホームベーカリー単体機（餅つきコース付きモデルも含む）はパナソニック・東芝・タイガー魔法瓶・象印マホービン・エムケー精工・ツインバードなどの他社製品を販売。
- デジタルカメラ及びプリンター:キヤノンや富士フイルム製品を各々販売。
- ポータブル地デジTV（浴室などでも使用可能な防水型も含む）:パナソニック「プライベートビエラ」や三谷産業製品を販売（パナソニック製DLNA規格「お部屋ジャンプリンク」用宣伝POPは日立チェーンストールにも供給）。
- 汎用（日立以外の他社製TVも操作可能な）リモコン:主にパナソニック・ソニー・JVCケンウッド・オーディオテクニカ製品を販売。
- ホームシアター・ラックシアター:ヤマハ・ドリームワールド・パイオニア・ソニー製品を販売（パイオニア製品は「Wooo」リンク対応）。
- 薄型テレビ：ソニー「ブラビア」を販売（日立「Wooo」は2018年10月限りで国内販売終了）。
- 小型オーディオ（携帯ラジオなど）・ミニコンポ：ソニー製品を主に販売。
- 高級オーディオ：かつては「Lo-D」のブランドで自社生産（日本コロムビア製のOEMもそれなりにあった）していたが、既に撤退。
  - 日立グループに属していた日本コロムビアの自社ブランドであったデノン製品を販売。
- 扇風機・換気扇:2001年を以て生産より撤退したが、日立コンシューマーマーケティングリビングサプライ社製で販売を続行。高須産業・山善・ユアサ・ユーイング等の他社製品も供給されている。
- テレビアンテナとその属品（ケーブル・ブースター・ミキサー・マスト等）:（日立グループの一員である）八木アンテナ製品の使用が基本だが、店舗によってはマスプロ電工・日本アンテナ・DXアンテナ・サン電子等の他社製品を販売・取付する場合がある[10]。
- 血圧計・電動歯ブラシ:オムロンヘルスケア製品を販売。
- 電話機・FAX：かつては自社生産していたが撤退。
  - 前者はパナソニック・シャープ・パイオニア製品を、後者は唯一生産・販売しているパナソニック製品を販売。
- 補聴器:パナソニック補聴器・オーティコン製品を販売。
- 体重計（ヘルスメーター）:タニタ製品を販売。
- アイロン台:ナカザト製品を販売（アイロン本体は日立リビングサプライ製）。
- 電動マッサージ椅子:日立リビングサプライ製品に加えツカモトエイム及びフジ医療器製品も販売。
- 住宅用火災警報器:製造・販売ともに日立リビングサプライ担当の製品に加え、能美防災製造・日立リビングサプライ販売の製品も供給。
- カラーTVドアホン：アイホン製品を販売。
- 防犯センサーライト：オプテックス製品及び日本セラミック製品を販売。
- 地震保安灯:ニッタン製品を主に販売。
- 消火器:製造は宮田工業、販売は日立リビングサプライが各々担当。
- ミシン：ジャガー製品を販売。
- 時計:主にシチズン製品を販売。
- ガス燃焼機器（ガステーブル・ガス瞬間湯沸器・ガス風呂釜）：リンナイ製品を販売（ただし近年はオール電化関連商品の販売に力点が移っている為、ガス機器を販売する日立系列店は減少）。
- 一部調理家電（コーヒーメーカー・ホームベーカリー・ミキサー・ジャーポット）：象印製品を主に販売。
- 家庭用精米器:製造は山本電気、販売は日立リビングサプライが各々担当。
- アルカリイオン整水器:フジ医療器・日立リビングサプライ・三菱レイヨン・クリンスイを主に販売。
- パーソナルオーディオ機器:ビクター製品を主に販売。
- SDメモリーカード（SDHC・SDXCも含め）:アイ・オー・データ機器製品を販売。
- IH調理器対応斡旋鍋:主にフジノス・関西軽金属工業製品を販売。
- 電気フライヤー（揚げ物器）:製造はツインバード、販売は日立リビングサプライが各々担当。
- 24時間風呂:ジャノメミシン製品を販売。
- 取替用シャワーヘッド:アラミック製品を販売。
- 加湿器・除湿乾燥機：日立リビングサプライ製品を販売。
- 電気スタンド（卓上型ポータブル照明器具）：かつては自社生産していたが撤退（現在日立が自社生産している照明器具は壁及び天井に取り付けるLED照明と一部蛍光灯器具のみ）。
  - パナソニック・NECライティング・ツインバード・アイリスオーヤマ製品を主に販売。
- オーブントースター:2015年12月限りで自社生産より撤退。
  - パナソニック・タイガー・象印・アイリスオーヤマ製品を販売。
- スリム環型蛍光灯&Hf蛍光灯：発足当初より非生産（日立ライティングが現在自社生産している蛍光灯は通常の直管型&環型「きらりUV」シリーズと白色普及型「ハイホワイト&サンライン」シリーズのみ）
  - パナソニック「スリムパルックプレミア」シリーズ、NECライティング「ホタルックスリム」シリーズ、東芝ライテック「メロウZスリムプライド」シリーズを販売。
- 電球型蛍光灯：かつては自社生産していたが撤退（LED電球のみの生産へ完全移行）
  - パナソニック「パルックボール」シリーズ、NECライティング「コスモボール」シリーズを主に販売。
- 配線パーツ：かつては自社生産していたが撤退。
  - パナソニック・東芝ライテック製品を販売。
- 玄関灯・浴室灯・キッチンベースライト・卓上小型電気スタンド・懐中電灯：かつては自社生産していたが撤退（現在日立アプライアンスが生産している一般住宅用照明器具はLEDの居室用シーリングライトとペンダントのみ）
  - パナソニック・オーム電機・アイリスオーヤマ・大光電機・NECライティング・ツインバード製品を販売。

## 販促活動
- きになる日立の気になるフェア[11]
  - ボーナスシーズンに開催され、年2回、地域により複数の日立系列店が集結しホールなどを借りて行う「合展」方式と各店で個別に行う「個展」方式の二通りある。通常よりも安い価格で提供されるいわゆる大売出しであり、かつては「日立ふれあい感謝デー」「わくわくフェア」などの名で行われていた。近年は顧客の減少につれてフェアも客足が減少し、廃業などにより系列店も激減しており、「きになる日立の気になるフェア」合展を廃止する地区が急増している。
- 各製品のカタログの他に、家電品総合（日立特選品）カタログ「ふぁみーゆ」と日立系列店情報誌「日立の樹」、さらに日立リビングサプライと日立ライティングが合同で作成した特選品カタログ「フラメール」が配布される（ただし「日立の樹」については日立系列店全店に置かれているとは限らないので、日立公式サイト内「日立のお店検索」項において「日立の樹」配布店にはその旨を示すアイコンを各店「お役立ちメニュー」項に表示）[12]。
- 1970年代以前に開店した店舗には、カラーテレビ・キドカラーのマスコットキャラクター・「ポンパ君」の像があった。
- 2009 - 2010年度にかけて、系列店経由によるオール電化関連商品の拡販に力を入れ、これに伴い意欲ある日立系列店の販促支援を強化していく[13]。量販店に流れがちの客を系列店へ取り戻すべく、開業から30余年を経て大規模改装をした店舗もある。
- 2012年10月より、Tポイントを順次導入開始[14]。すべての店舗での導入ではない。

## 全国の日立チェーンストール検索画面
- 全国に約5千店ある日立チェーンストール各店は、「（各都道府県ごとに探す）地図検索」・「（目的の店舗名・市区町村名などを入れる）キーワード検索」・「特定のお役立ちメニューアイコン掲載店のみを抽出する）絞り込み検索」、以上3通りの方法で検索可能。なお各店舗並び順は都道府県ごとに分類された順不同で市区町村ごとには細分化されていないので、特定の市区町村のみにある店舗を表示させたい場合は「キーワード検索」を併用する。
- 日立チェーンストール各店プロフィール項の「Map」ボタンをクリックすると、当該店舗の場所を示す地図画面が別ウィンドウで開く（地図画面作成は住宅地図の国内大手「ゼンリン」が担当。同社は「東芝ストアー」・「三菱電機ストアー」・「ソニーショップ」各店舗の場所を示す地図作成も担当）。
- 日立チェーンストールはパナソニックショップとは異なり、意欲ある店舗のみを公平に販促支援する（「スーパーパナソニックショップ」型の）制度を設けていないため、日立系列店として登録されている店舗は基本的に業績に関係なく日立チェーンストールサイトへ全て掲載される（ただし「お役立ちメニュー」アイコン数は各店舗の販売・施工実績により決定され、全てのアイコンが掲載されるとは限らない）。なお業績不振・経営者の高齢化・後継者難などにより（所轄の日立コンシューマーマーケティング各支社へ）廃業届けを出したり、他社系列電器店へ鞍替えした店舗は日立チェーンストール検索サイトより削除される。

## その他
- 顧客の転居に際して、転居先最寄りのチェーンストールが紹介される[15]。
- 日立コンシューママーケティングはチェーンストール従業員を募集しており、配属先店舗の実績により独立して「日立チェーンストール」店舗を新規開業する可能性がある[16]。「日立お店ナビ」ではチェーンストール従業員募集の動画をYouTubeで公開している。
- チェーンストールは、全国各地の日立系列店従業員で構成する同業組織「日立フューチャークラブ（HFC）」が結成されており、会員懇談会が各地区ごとに年に数回開催されている[17]。

## CM
- 日立のCMでは「日立のお店編」が放送されている他、地域によっては日立チェーンストール各店及び日立コンシューママーケティング各支社が個別にCM料金を自己負担する形で店舗（日立チェーンストール各店）及び「きになる日立の気になるフェア」CMが放送される場合もある。なお日立CM「日立のお店編」は日立公式サイト内「日立のお店ナビ（全国の日立チェーンストール検索）」項でも動画配信中[18]。
- かつては「きになる日立の気になるフェア」や「日立ふれあい感謝デー」の全国共通テレビCMも放送されていた。しかし近年は廃業する系列店増加と合展参加店減少により開催規模が年々縮小されているため、現在「きになる日立の気になるフェア」の全国共通テレビCMは（パナソニックフェアとは異なり）放送されていない。
- 2017年より放送されている「日立のお店編」CMには、「株式会社小山電機高崎店（群馬県高崎市）」・「有限会社おおたにかでん（神奈川県横浜市中区）」・「沖電機株式会社（広島県福山市）」の3店舗が登場している（2017年11月現在）[19]。